# Gattlin Griffith
Gattlin Griffith est un acteur américain, né le 13 novembre 1998.
Apparaissant dans de nombreuses séries télévisées comme How I Met Your Mother ou bien Monk, Gattlin Griffith s'est surtout fait remarquer par son rôle du petit Walter Collins dans L'Échange de Clint Eastwood, en 2008.
En 2014, il est à l'affiche de Last Days of Summer (Labor Day) aux côtés de Kate Winslet et Josh Brolin.

## Filmographie

### Cinéma
- 2002 : Reckoning de Jason Rodriguez : Le Bébé
- 2008 : L'Échange de Clint Eastwood : Walter Collins
- 2010 : Blood Done Sign My Name de Jeb Stuart
- 2010 : The River Why de Matthew Leutwyler : Bill Bob
- 2011 : Green Lantern de Martin Campbell : Harold Jordan (jeune)
- 2012 : Scary Under The Bed : Paulie
- 2014 : Last Days of Summer (Labor Day) de Jason Reitman : Henry

### Télévision
- 2006 : Untold Stories of the ER - Saison 4 : Brian Bogart
- 2007 : Cold Case : Affaires classées - Saison 4 : Clayton Hathaway en 1987
- 2007 : How I Met Your Mother - Saison 2 : Le Garçon
- 2007 : Monk - Saison 6 : Matthew
- 2008 : Unhitched - Saison 1 : Le Garçon
- 2008 : Eli Stone - Saison 2 : Eli, jeune
- 2008 : Eleventh Hour - Saison 1 : Nicky Harris
- 2009 : Instinct de survie (The new daughter) de Luis Berdejo : Sam James
- 2009 : FBI : Portés disparus - Saison 7 : Travis Feretti
- 2009 : Uncorked (TV) de David S. Cass Sr. : Luke
- 2009 : Thérapie de couples de Peter Billingsley : Robert
- 2009 : Supernatural - Saison 5 : Jesse Turner
- 2010 : Castle - Saison 3 : Tyler Donegal
- 2010 : Esprits criminels - Saison 6 : Robert Brooks